# Bernat III de Centelles
Bernat III de Centelles fou un cavaller català del llinatge dels Centelles, senyor de la baronia de Centelles. Fou un dels membres de l'Host de Guillem II de Bearn i Montcada en la Conquesta de Mallorca. Infeudà el castell de Sant Esteve a Pere de Santa Eugènia el 1242.